# Zygmunt Zawada
Zygmunt Henryk Zawada (ur. 1950, zm. 1 lutego 2022) – polski chemik, dr hab.

## Życiorys
W 1974 ukończył studia chemiczne na Uniwersytecie Śląskim w Katowicach.  Obronił pracę doktorską, 27 listopada 2007 habilitował się na podstawie pracy zatytułowanej Preparatyka jedno- i dwubłonowych liposomów metodą odparowania odwróconych faz i ich charakterystyka. Międzybłonowy rezonansowy transfer energii w tych liposomach.
Został zatrudniony na stanowisku adiunkta w Katedrze i Zakładzie Farmacji Fizycznej na Wydziale Farmaceutycznym z Oddziałem Medycyny Laboratoryjnej w Sosnowcu Śląskiego Uniwersytetu Medycznego w Katowicach.
Zmarł 1 lutego 2022.

## Odznaczenia
- Brązowy Krzyż Zasługi (2001)[3]